# 35268 Panoramix
35268 Panoramix è un asteroide della fascia principale. Scoperto nel 1996, presenta un'orbita caratterizzata da un semiasse maggiore pari a 2,3719793 UA e da un'eccentricità di 0,0980985, inclinata di 4,80167° rispetto all'eclittica.